# Impôt du dixième
Le dixième est un impôt temporaire du royaume de France, créé par édit en 1710, suspendu partiellement de 1717 à 1741, puis permanent après cette date ; sa valeur est de 1/10 des revenus déclarés.
Le dixième est un prélèvement sur quatre types de revenus : fonciers, mobiliers, des offices, et, de l’industrie et du commerce ; seuls les salaires en étaient exemptés. Il est acquitté par tous les corps sociaux du royaume, sans exemption pour quiconque. Certains corps parviennent cependant à y échapper par un rachat d’impôt : c’est ainsi qu’à chaque rétablissement du dixième, le clergé s’en exonère en versant un don gratuit ; de même, la pratique de l’abonnement permet à la noblesse de s’en défaire la plupart du temps.
Le dixième, transformé ensuite en vingtième en 1749, est un impôt cédulaire, comprenant une taxe sur les créances ou rentes constituées, alors très développées, et est recouvré par voie de retenue à la source. Après un système de déclaration des fabricants et négociants, on s'oriente vers l'établissement d'un forfait discuté avec les corporations qui en répartissaient le montant entre leurs membres.
En 1749, de temporaire il devient permanent, d'où la mise en place d'un personnel nombreux, les contrôleurs des vingtièmes, et l'importance accordée aux vérifications de revenus. Mais en réalité, seul le dixième foncier fait l'objet d'une perception sérieuse, car le contrôle des déclarations de revenus reste toujours défectueux en dépit d'efforts périodiques : la coalition des droits acquis, des privilèges et de l'incurie administrative réduisirent cet impôt, novateur dans son principe, à n'être plus qu'un supplément à la taille.

## Histoire
Déjà, en 1707, Vauban avait préconisé la création d’un impôt unique, la « dîme royale », destinée à se substituer à tous les impôts directs (tailles, dîme du clergé) et à être acquittée par tous, dans un souci d'équité fiscale alors encore peu répandu.
Établi en 1710, l'année suivant la Grande famine de 1709, en pleine guerre de Succession d'Espagne, le dixième est aboli en 1717, au moment des difficultés à refinancer la dette de Louis XIV par le système de Law ; il est restauré par une délibération du 17 novembre 1733, à cause de la guerre de Succession de Pologne, mais à nouveau supprimé à la fin de 1736 ; puis, il est rétabli à cause de l’éclatement de la guerre de succession d’Autriche (1740-1748), en 1741 ; il est finalement remplacé, en 1749, par le vingtième, un impôt direct de 5%, bien que les deux coexistent jusqu'en 1751.
En Bretagne, il était levé par les contrôleurs et receveurs des fouages, d'après une déclaration à remettre dans la quinzaine. Les états se montrèrent hostiles à ce nouvel impôt, et il fallut l'abonner.